# Han Yucheng
Han Yucheng, född 16 december 1978, är en friidrottare från Kina. Han deltog vid olympiska sommarspelen 2004 och olympiska sommarspelen 2016.